# Romeo Travis
Pour les articles homonymes, voir Travis.
Romeo Travis, né le 10 décembre 1984 à Akron en Ohio, est un joueur américano-macédonien de basket-ball.

## Biographie
Le 28 juin 2007, automatiquement éligible à la draft 2007 de la NBA après quatre années universitaires avec les Zips d'Akron, il n'est pas sélectionné.
Le 30 juin 2009, Travis signe avec le club allemand des Walter Tigers Tübingen.
En août 2012, il signe en Croatie, au KK Zadar. Durant la saison 2012-2013 de Ligue adriatique, il est nommé MVP de la semaine à quatre reprises.
En juillet 2013, il signe en Ukraine, au Khimik Youjne pour la saison 2013-2014.
Le 25 juillet 2014, il signe en Russie au Krasny Oktyabr. Le 13 avril 2015, il quitte le club russe et part aux Philippines pour l'Alaska Aces.
Le 13 octobre 2015, il rejoint la Strasbourg Illkirch-Graffenstaden Basket comme pigiste médical de Matt Howard. Le 29 novembre 2015, après six matches de championnat et six matches d'EuroLeague, son contrat prend fin et il n'est pas conservé dans l'effectif. Le 28 décembre 2015, il signe au Mans Sarthe Basket pour le reste de la saison 2015-2016.
En juillet 2016, il obtient le passeport macédonien pour participer au tournoi qualificatif à l'EuroBasket 2017.
Le 17 août 2016, il part en Italie pour jouer au Red October Cantù. Le 8 novembre 2016, il retourne à Strasbourg.
En juillet 2017, Travis retourne au Mans où il signe un contrat d'un an. Le 24 juin 2018, il remporte la finale du championnat de France avec Le Mans contre Monaco lors de la saison 2017-2018. Il est élu MVP des finales.
Le 20 juillet 2018, il retourne aux Philippines pour jouer avec les Magnolia Hotshots (en). Le 19 décembre 2018, il remporte le titre de champion des Philippines avec Magnolia Hotshots en étant élu meilleur joueur du match 6 décisif avec 32 points à 11/21 aux tirs (5/11 à 3-points), 17 rebonds, 6 passes décisives et 3 interceptions pour 50 d'évaluation en 44 minutes sur le match.
Fin décembre 2020, Travis s'engage avec le Limoges CSP.
Après sa carrière de joueur, Romeo Travis devient entraîneur adjoint de l'équipe de basket-ball du lycée St. Vincent-St. Mary, le lycée où il a fait ses études, en même temps que LeBron James. Il devient aussi propriétaire d'une agence immobilière,.
En mars 2023, Romeo Travis plaide coupable dans une affaire de fraude fiscale devant la cour de district pour le district du nord de l'Ohio (en). Il est accusé d'avoir minimisé ses revenus pour payer moins d'impôts et ne pas payer les pensions pour ses enfants. Travis accepte de restituer 375 000 dollars et devrait être condamné à une peine de 15 à 21 mois de prison.

## Clubs successifs
- 2007-2008 :
  -  Cantabria Lobos (en)
  -  Ciudad de Huelva (en)
  -  ratiopharm Ulm
- 2008-2010 :  Walter Tigers Tübingen
- 2010-2011 :  Barak Netanya (en)
- 2011-2012 :  Hapoël Gilboa Galil (en)
- 2012-2013 :  KK Zadar
- 2013-2014 :  Khimik Youjne
- 2014-2015 :
  -  Krasny Oktyabr (en)
  -  Alaska Aces (en)
- 2015-2016 :
  -  Strasbourg Illkirch-Graffenstaden Basket
  -  Le Mans Sarthe Basket
- 2016-2017 :
  -  Pallacanestro Cantù
  -  Strasbourg Illkirch-Graffenstaden Basket
- 2017-2018 :  Le Mans Sarthe Basket
- depuis 2018 :  Magnolia Hotshots (en)

## Palmarès

### En club
- Champion de France en 2018 avec Le Mans.
- Champion des Philippines en 2018 avec Magnolia Hotshots (en)

### Distinction personnelle
- MVP des finales de Jeep Élite en 2018